# Dżaba Dżighauri
Dżambul „Dżaba” Dżighauri (gruz. ჯამბულ 'ჯაბა' ჯიღაური, ur. 8 lipca 1992 w Tbilisi) – gruziński piłkarz, grający na pozycji lewoskrzydłowego, prawoskrzydłowego lub ofensywnego pomocnika w gruzińskim klubie Dinamo Batumi. Wychowanek Dinama Tbilisi, w którym rozpoczął seniorską karierę. W swojej karierze grał także w Czichura Saczchere, Wardar Skopje, FK Aktöbe, Ordabasy Szymkent oraz Grenoble Foot 38. Były młodzieżowy i obecny, seniorski reprezentant Gruzji.

## Sukcesy

### Klubowe
Dinamo Tbilisi
- Mistrzostwo Gruzji: 2012/2013, 2015/2016
- Wicemistrzostwo Gruzji: 2010/2011
- Zdobywca Pucharu Gruzji: 2012/2013, 2014/2015, 2015/2016
- Zdobywca Superpucharu Gruzji: 2015

Czichura Saczchere
- Zdobywca Superpucharu Gruzji: 2013

Wardar Skopje
- Mistrzostwo Macedonii Północnej: 2016/2017

Dinamo Batumi
- Mistrzostwo Gruzji: 2021
- Wicemistrzostwo Gruzji: 2019, 2020
- Zdobywca Superpucharu Gruzji: 2022